# Kóstas Petrópoulos
Kóstas Petrópoulos (en grec : Κώστας Πετρόπουλος), né le 7 janvier 1956 à Patras, en Grèce, est un joueur et entraîneur grec de basket-ball.

## Palmarès
- Vainqueur des Jeux méditerranéens de 1979